# 西安號客船大火
西安號客船大火指在1947年2月4日發生於香港水域的大火，造成132死40傷

## 大火經過
當日上午4時40分，行走廣東省至香港的著名客輪「西安號（SS Sai On）」，停泊在港島區同安碼頭，正準備開往廣州前1小時，船艙尾部突然起火，火勢迅速向上層蔓延，整艘船於5分鐘內已陷入火海。由於艙門於起火後不久已被堵塞，500多名乘客無法逃生，只得從船窗跳海，否則便活活燒死。

## 善後工作
大火焚燒了6小時，事後共證實132人燒成焦炭及墮海溺斃。有關當局將那些殘骸和骨灰合葬於雞籠環義山的西安墓園。因政府收回土地，1959年搬入和合石墳場。